# Культурний центр імені Ататюрка (Анкара)
39°56′37″ пн. ш. 32°50′27″ сх. д. / 39.943679242013° пн. ш. 32.840790221217° сх. д.
Культурний центр Ататюрка (тур. Atatürk Kültür Merkezi, AKM) — культурний центр, розташований в районі Алтиндаг в Анкарі.
Центр побудовано в пам'ять про засновника Турецької Республіки Мустафу Кемаля Ататюрка до 100-річчя з дня його народження, його будівництво тривало з 1981 по 1987 рік. 
Спроектували комплекс майстер-архітектор Філіз Еркал та майстер-інженер Кошкун Еркал. До його складу входять виставкові приміщення, художні майстерні, навчальні кімнати, кімната для переговорів, бібліотеки та Музей епохи Республіки (тур. Cumhuriyet Devri Müzesi).

## Район АКМ

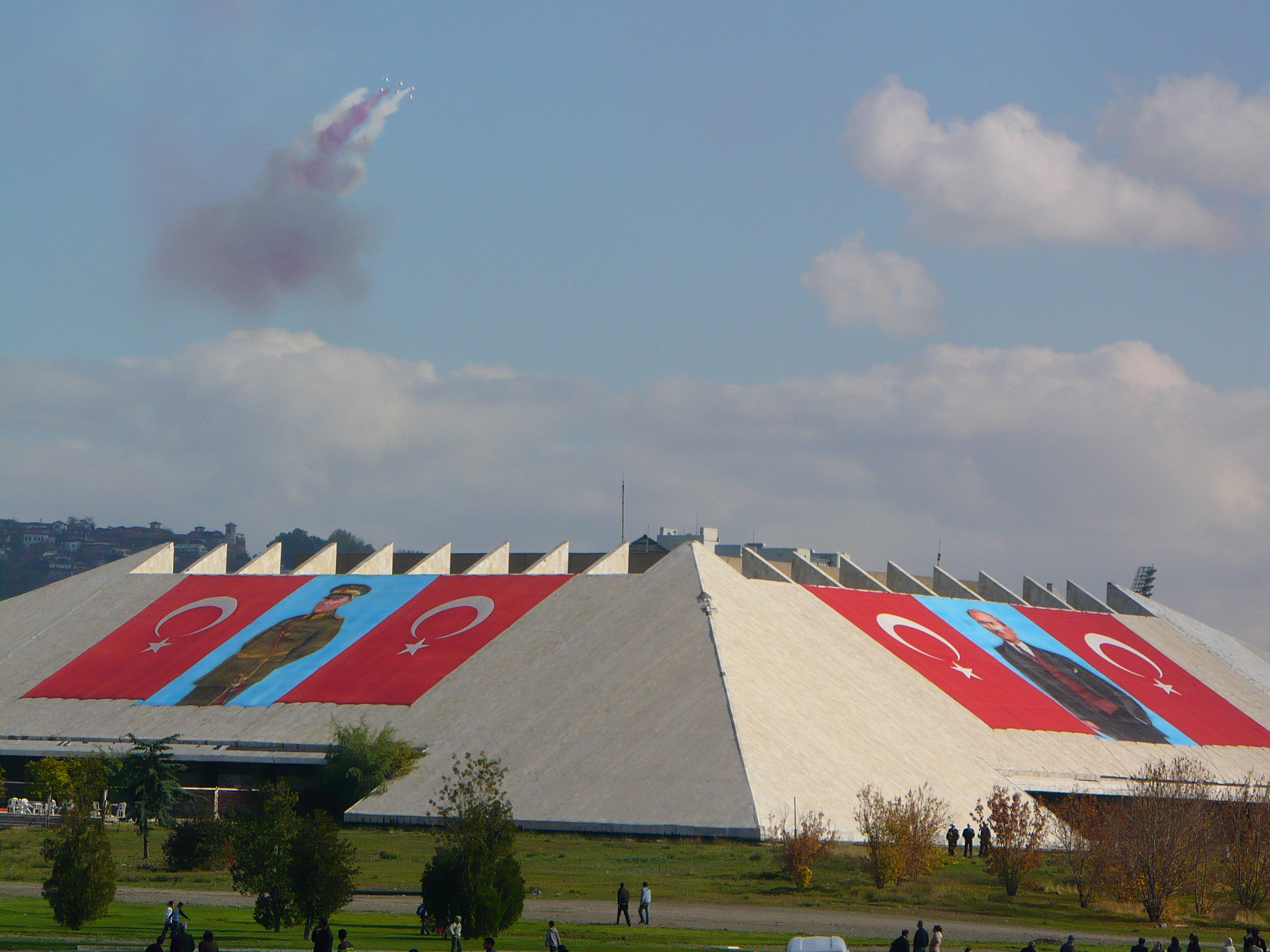
«Турецькі зірки» виступають над АКМ під час святкування 29 жовтня, 2008 рік.

Територія АКМ визначена Законом № 2302 і складається з п'яти зон: 
- Перша зона, присвячена культурі та мистецтву, знаходиться в районі Іподрому Анкари. Вона включає в себе будівлі Культурного центру Ататюрка, Державної опери і театру та конгрес-центр.
- Друга зона включає ряд спортивних споруд, зокрема Стадіон, критий спортивний зал імені Ататюрка та зелені зони.
- Третя зона — зона відпочинку, до неї входить Молодіжний парк.
- Четвертий район — також мистецько-культурний, включає Концертний зал президентського симфонічного оркестру та Музей сучасного мистецтва.
- П'ята зона — це зона музеїв, розташована між площею Улус і Молодіжним парком. Тут знаходяться Музей Республіки та Музей війни за незалежність.

## Історія
Будівництво Культурного центру Ататюрка відбувалося в рамках заходів до 100-річчя з дня народження Ататюрка.
Проєкт було визначено національним конкурсом відповідно до Закону № 2302 під назвою «Відзначення 100-річчя з дня народження Ататюрка та заснування Культурного центру Ататюрка».
У конкурсі 1981 року брали участь 52 проекти; комплекс, який спроєктували головний архітектор Філіз Еркал та головний інженер Джошкун Еркал, був обраний після оцінки 22-26 червня 1981 року експертним комітетом архітекторів.
Основу Культурного центру заклав 29 жовтня 1981 року Кенан Еврен, 7-й президент Туреччини. Будівництво завершено в 1987 році.

## Структура

### Галерея образотворчого мистецтва
Галерея має площу приблизно 3500 м² і використовується для експонування таких робіт, як живопис, скульптура, фотографія, кераміка, графіка та ремісничі вироби, а також для організації різноманітних ярмарків.

### Зал засідань
Має площу 700 м² і вміщує 230 осіб. Зал також придатний для виставок невеликих театральних вистав і може використовуватися як кінотеатр.

### Музей епохи Республіки
Музей має площу 2500 м², у ньому виставлено приблизно 445 експонатів. На додаток до різноманітних робіт і картин, що належали Ататюрку, тут представлені різноманітні моделі та зразки робіт, побудованих у період республіки. Також у музеї проводяться мультивізійні шоу турецькою, англійською, німецькою та французькою мовами.

### Спеціалізована бібліотека імені Ататюрка
Бібліотека заснована у 1984 році, її тематикою є Ататюрк, історія національної боротьби та республіки. Вона містить приблизно 9000 книг, переважно турецькою мовою, і 2000 журналів у палітурках. 